# 小堺クンのおすましでSHOW
小堺クンのおすましでSHOW（こさかいくんのおすましでしょー）は、タレントの小堺一機が主演を務め、1985年8月から2017年3月まで行われた公演の名称である。通称「おすまし」。

## 期日・会場
1985年から2008年まで、毎年8月第3金曜から第4日曜までの10日間に亘って東京都新宿区歌舞伎町の劇場、シアターアプルにて上演された（初回のみPARCO劇場）。2009年から2015年までは同区百人町の劇場、東京グローブ座にて上演された。
公演回数が30回を迎えたことや、小堺の出演番組『ライオンのごきげんよう』が終了したことなどで、小堺が本公演に区切りをつける決心をし、2017年3月9 - 12日に新国立劇場中劇場にてファイナル公演「小堺クンのおすましでSHOW FINAL〜おすましBeyond〜」が上演された。

## 成り立ち・構成

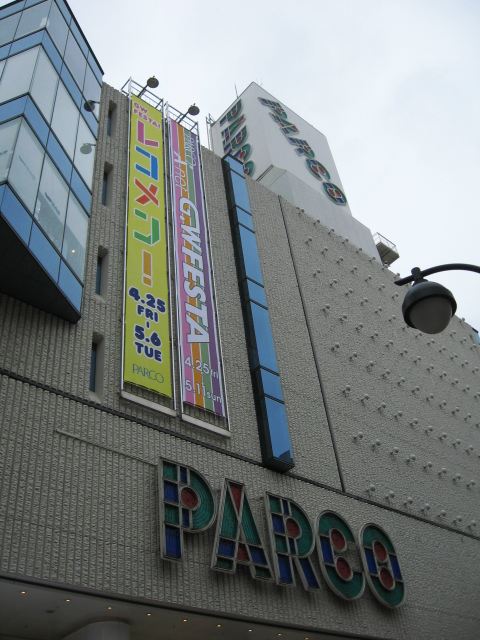
「おすましでSHOW」第1回公演が行われたPARCO劇場（渋谷PARCO PART1内）

1985年、テレビ・ラジオ等で人気を博していた小堺を主演に据え公演が始まった。当初は事実上の相方である関根勤をパートナーに起用した。のちに関根は自身のコメディ劇団「カンコンキンシアター」を立ち上げ、こちらは2025年現在も継続している。「カンコンキン」と同様に、「おすまし」もかつては4時間超の公演が当たり前のように行われてきたが、劇場の都合や交通の便、さらに小堺の年齢もあり、末期は3時間程度でまとめていた。
「おすまし」はコメディが主体で、2部構成となっている。バックバンドをステージ後方に配置、「コメディ・トーク・歌」を融合させた、アメリカンスタイルのステージングが行われている。なお小堺らキャストは年に1回、研鑽のためニューヨーク・ブロードウェイの本場のミュージカルを観劇している。
- 1部 - コメディ。公演タイトルやポスターはこの内容に基づいて作られる。映画・舞台などが題材に使われることが多い。脚本を無視することはないが、即興コント（特に小堺と松尾）に多く時間が割かれる。
- 2部 - トーク・歌。小堺単独で進める（バックバンドと話をすることもある）が、後半には他のキャストも登場し、ダンスなどを披露する。
- アンコール - 最後の出し物として、事実上構成に含まれる。キャスト全員で再度ダンスや歌を披露、挨拶を行う。
- エンディング - 小堺が最後の謝辞を述べたあと、「With」[4]で締めくくる。

## その他
毎年の公演前に、コサキンDEワァオ!にゲストが登場するのが恒例になっていた。また、演目の中に「コサキンネタ」がわずかに織り込まれていたことがある。
長年、当公演を浅井企画（小堺の所属事務所）と共同で制作していたアトリエ・ダンカンが2014年2月に倒産、企画は東京音協に引き継がれた。クレジット上は、浅井企画が単独で製作を行う。

## 出演者
- 小堺一機

### ゲスト
主演の小堺以外は全てゲストとして扱われている。
- 現在
  - 松尾伴内（第7回 - ）
  - 伽代子（第16回 - ）
  - あさりど（堀口文宏、川本成）（第20回 - ）
  - 大澤恵（第28回 - ）
  - 大野朱美（第28回 - ）
- 過去
  - 関根勤（第1 - 5回）
  - 藤田朋子（第6回）
  - 中西俊博（第7 - 9回）
  - もりたげん（元B.I.G、引退）（第10 - 15回）
  - 本間憲一（第17回）
  - 花山佳子
  - 津田純子
  - 柳沢里奈
  - 後藤藍[5]

## 公演履歴
1. 小堺クンのおすましでSHOW （サブタイトルなし）（1985年　パルコ劇場）
2. 小堺クンのおすましでSHOW2 STANDARD ROMANTICS（1986年　シアターアプル 以下同）
3. 小堺クンのおすましでSHOW3 A Night At The Opera（歌劇な夜）（1987年）
4. 小堺クンのおすましでSHOW4 NEW MUSICAL COMEDY（1988年）
5. 小堺クンのおすましでSHOW5 Dream of the Hollywood Fun〜カウチポテトの夢〜（1989年）
6. 小堺クンのおすましでSHOW6 電話でデート（1990年）
7. 小堺クンのおすましでSHOW7 少年よ大志を抱け（1991年）
8. 小堺クンのおすましでSHOW8 ニューシネマパラノイア（1992年）
9. 小堺クンのおすましでSHOW9 レンタル・ドリーム（1993年）
10. 小堺クンのおすましでSHOW10 フール・オン・ザ・ヒルヨル（1994年）
11. 小堺クンのおすましでSHOW11 夏服の男たち（1995年）
12. 小堺クンのおすましでSHOW12 スタンディング・ルーム・オンリー　只今お立見です（1996年）
13. 小堺クンのおすましでSHOW13 アモーレ・ミオ〜死ぬほど愛して〜（1997年）
14. 小堺クンのおすましでSHOW14 だまされてラスベガス（1998年）
15. 小堺クンのおすましでSHOW15 セブン・チャンス（1999年）
16. 小堺クンのおすましでSHOW16 殺したい男（2000年）
17. 小堺クンのおすましでSHOW17 2001年孤島への旅（2001年）
18. 小堺クンのおすましでSHOW18 素晴らしいかな?人生（2002年）
19. 小堺クンのおすましでSHOW19 アニメより愛をこめて（2003年）
20. 小堺クンのおすましでSHOW20 20for…（2005年）[6]
21. 小堺クンのおすましでSHOW21 リトル・グランド・ウッズ （2006年）
22. 小堺クンのおすましでSHOW22 スウィングしなけりゃ意味がナイ（2007年）
23. 小堺クンのおすましでSHOW23 '85〜'08（2008年）
24. 25年目の小堺クンのおすましでSHOW イン グローブ座〜Fly Me To The Moon〜（2009年 東京グローブ座 以下同）
25. 小堺クンのおすましでSHOW25『卒業…?』〜今年はノンストップ!〜（2010年）[7]
26. 小堺クンのおすましでSHOW26 〜プリズン・ブラザーズ〜（2011年）
27. 小堺クンのおすましでSHOW27 〜SATU ACADEMY〜（サツ アカデミー）（2012年）
28. 小堺クンのおすましでSHOW28 IN THE SHAREHOUSE〜イン・ザ・シェアハウス〜（2013年）
29. 小堺クンのおすましでSHOW29 A GANG IS HARD!〜ギャングはつらいよ〜（2014年）
30. 小堺クンのおすましでSHOW30 THE 30 STEPS（2015年）[8]
31. 小堺クンのおすましでSHOW FINAL 〜おすましBeyond〜（2017年 新国立劇場中劇場）[2]

## スタッフ・バックバンド
バックバンド
- サックス・バンドマスター:園山光博
- ドラムス:鎌田清[9]
- ベース:クリス・シルバースタイン[10]
- ギター：末原康志
- キーボード:寺田正彦[11]
- パーカッション:栗山豊二

スタッフ
- 構成・演出:小堺一機
- 脚本:舘川範雄
- 構成補:小山協子
- 音楽・編曲:園山光博
- 美術:中澤正
- 振付:青木美保
- タップ振付:本間憲一
- 照明:吉川ひろ子
- 音響:伊藤淳也
- スタイリスト:斉藤ゆか（Skull Junky）
- ヘアーメイク:大の木ひで
- 舞台監督:藤本典江
- 制作:須川晴夫、手塚賀雄
- 制作助手：花澤理恵
- 制作協力:ちあふる、エターナルラインプロジェクト
- 主催・企画製作:浅井企画
- 運営:東京音協